# Kopong
Kopong est une ville de l'ouest du Botswana qui fait partie du District de Kweneng.
Lors du recensement de 2011, Kopong comptait 9 312 habitants.